# Ernst Hermann Grämer
Ernst Hermann Grämer (* 6. August 1899 in Heidenau bei Dresden; † 4. Dezember 1966 in Dresden) war ein deutscher Bildhauer.

## Leben
Nach einer Lehre als Modelleur von 1914 bis 1915 studierte Grämer an der Königlichen Kunstgewerbeschule bei Adolf Sonnenschein und von 1919 bis 1922 an der Kunstakademie bei Selmar Werner in Dresden. 1923 erhielt er den Sächsischen Staatspreis und war anschließend freiberuflich tätig.
Grämer war Mitglied im Reichsverband bildender Künstler Deutschlands. 1929 wurde er Mitglied der Dresdner Künstlergruppe ASSO. In den 1920er Jahren unternahm er gemeinsam mit dem Maler Hanns Oehme eine Studienreise nach Paris. Er arbeitete vor 1933 auch für die Internationale Arbeiterhilfe (AHI) und stellte Auftragswerke her.
In der Zeit des Nationalsozialismus war Grämer Mitglied der Reichskammer der bildenden Künste. Seine Teilnahme an 18 Ausstellungen ist sicher nachgewiesen. 1944 schuf er mehrere lebensgroße Figuren für das Indianermuseum in Radebeul.
Im Februar 1945 gingen bei den Luftangriffen auf Dresden sein Atelier und seine gesamten darin vorhandenen Werke verloren.
Nach 1945 arbeitete Grämer im neu gegründeten Kulturbund zur demokratischen Erneuerung Deutschlands und als Dresdner Stadtverordneter. 1947 trat er der Dresdner Künstlergruppe „Das Ufer“ bei, die sich 1952 – im Rahmen des Formalismusstreits – selbst auflöste. Den Mitgliedern wurde empfohlen, dem von der SED gesteuerten Verband Bildender Künstler der DDR (VBKD) beizutreten. Grämer engagierte sich auch in der 1953 gebildeten Kunst-Verkaufsgenossenschaft „Kunst der Zeit“.
Von 1954 bis 1966 war er als Restaurator beim Institut und Museum für Geschichte der Stadt Dresden angestellt, schuf aber auch eigene Arbeiten.
Werke Grämers befinden sich u. a. in der Nationalgalerie Berlin.

## Ausstellungen
- 1926: Internationale Kunstausstellung Dresden
- 1939, 1941 und 1944: Große Deutsche Kunstausstellung, Haus der Deutschen Kunst zu München
- 1942: Große Dresdner Kunstausstellung Gemälde Plastik Grafik, 27. Juni–20. September 1942, Brühlsche Terrasse, Dresden[7]
- 1946: Kunstausstellung Sächsische Künstler, Dresden[8]
- 1947: Sommerausstellung 1947. Ernst Grämer – Martin Ritter. Dresden, Grünes Haus
- 1978: Revolution und Realismus, Berlin im Otto-Nagel-Haus (ständige Ausstellung), Berlin 1983/84, 1987 und 1990–1992.[9]
- 1984: Das Ufer, Dresden
- 1988: Kunst im Aufbruch, Dresden 1918–1933, Staatliche Kunstsammlungen Dresden, Gemäldegalerie Neue Meister

## Weitere Werke (Auswahl)

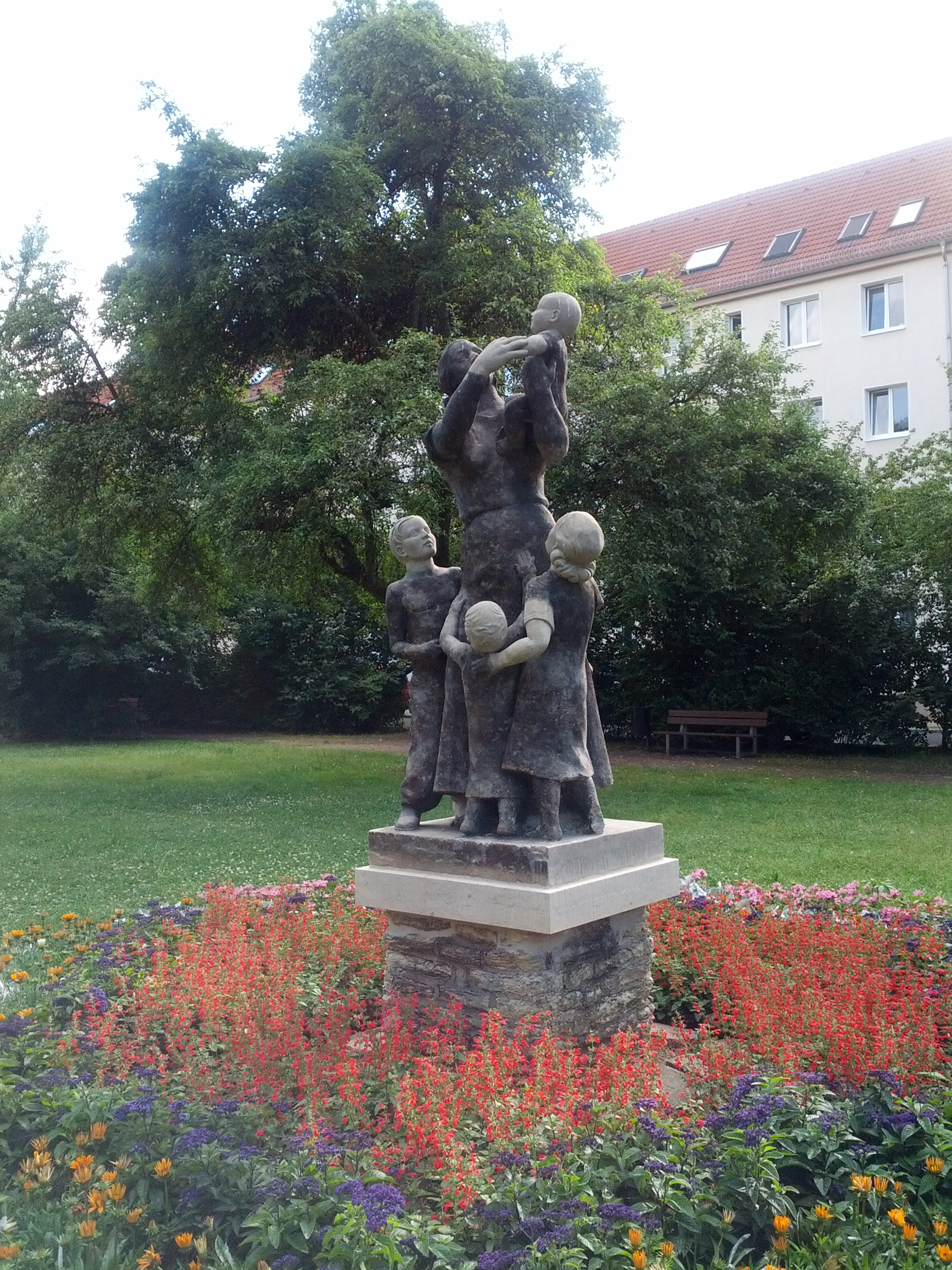
Mutter mit Kindern, Dresden

- 1919: Pfeifender Arbeiterjunge, Bronze[10]
- 1921/22: Kleines Mädchen, Bronze[11]
- 1926: Kinderbrunnen; Jubiläums-Gartenbau-Ausstellung Dresden im Rahmen der Jahresschau Deutscher Arbeit 1926
- 1928: Brüderchen und Schwesterchen; Bronze; Hauptkatalog der SLUB[12]
- 1930er-Jahre: Mutter mit Kindern; Skulptur ursprünglich aufgestellt im Hugo-Bürkner-Park, nach längerer Einlagerung seit 2013 am Hepkeplatz in Dresden[13]
- Staatsschauspieler Erich Ponto (Porträtbüste, Bronze; ausgestellt 1939 auf der Großen Deutschen Kunstausstellung)[14]
- 1939: Die Badende, lebensgroße Bronzefigur, im Eingangsbereich des Stadtbades Mitte
- Brunnenfigur / weiblicher Akt (Statue; ausgestellt 1941 auf der Großen Deutschen Kunstausstellung)[15]
- Knabe mit Fischen (Skulptur, ausgestellt 1944 auf der Großen Deutschen Kunstausstellung)
- Plakette Das Glück (Kind sitzt auf symbolischer Weltkugel), Bronzeguss, 7,5 cm Durchmesser